# Protuberanța occipitală internă
Protuberanța occipitală internă (Protuberantia occipitalis interna) este o proeminență ce se află pe fața endocraniană a solzului osului occipital în centrul eminenței cruciforme (Eminentia cruciformis), și care corespunde protuberanței occipitale externe (Protuberantia occipitalis externa) de pe fața exocraniană a solzului osului occipital. De la protuberanța occipitală internă pornesc orizontal șanțurile sinusurilor transverse (Sulcus sinus transversi), verticală în sus șanțul sinusului sagital superior (Sulcus sinus sagittalis superioris), vertical în jos creasta occipitală internă (Crista occipitalis interna).